# Wieringerwaard
Wieringerwaard (oorspronkelijk Wieringerwaerdt) is een polder en dorp in de gemeente Hollands Kroon in de Nederlandse provincie Noord-Holland. Tevens is Wieringerwaard een voormalige zelfstandige gemeente. In 1970 ging Wieringerwaard op in de gemeente Barsingerhorn. Toen gemeente Barsingerhorn op haar beurt in 1990 opging in de gemeente Niedorp werd Wieringerwaard overgeheveld naar de gemeente Anna Paulowna. Die gemeente ging op haar beurt in 2012 over in de gemeente Hollands Kroon.

## Geschiedenis
De gemeente omvatte de polder, die in 1610 was drooggelegd. De grenzen van de polder en gemeente vormden de Zuiderzee, de dijksloten langs de buitenzijde van de Westfriese Omringdijk en de Slikkerdijk van de Zijpe.

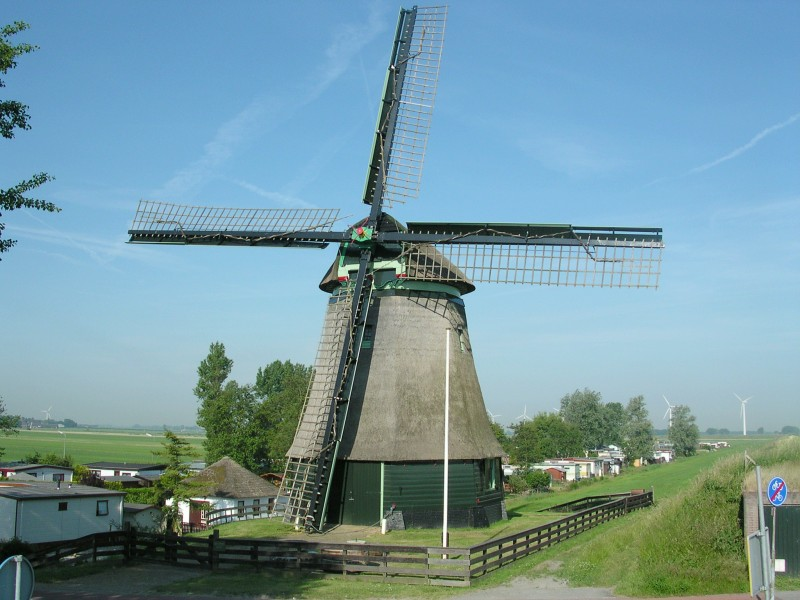
De molen De Hoop

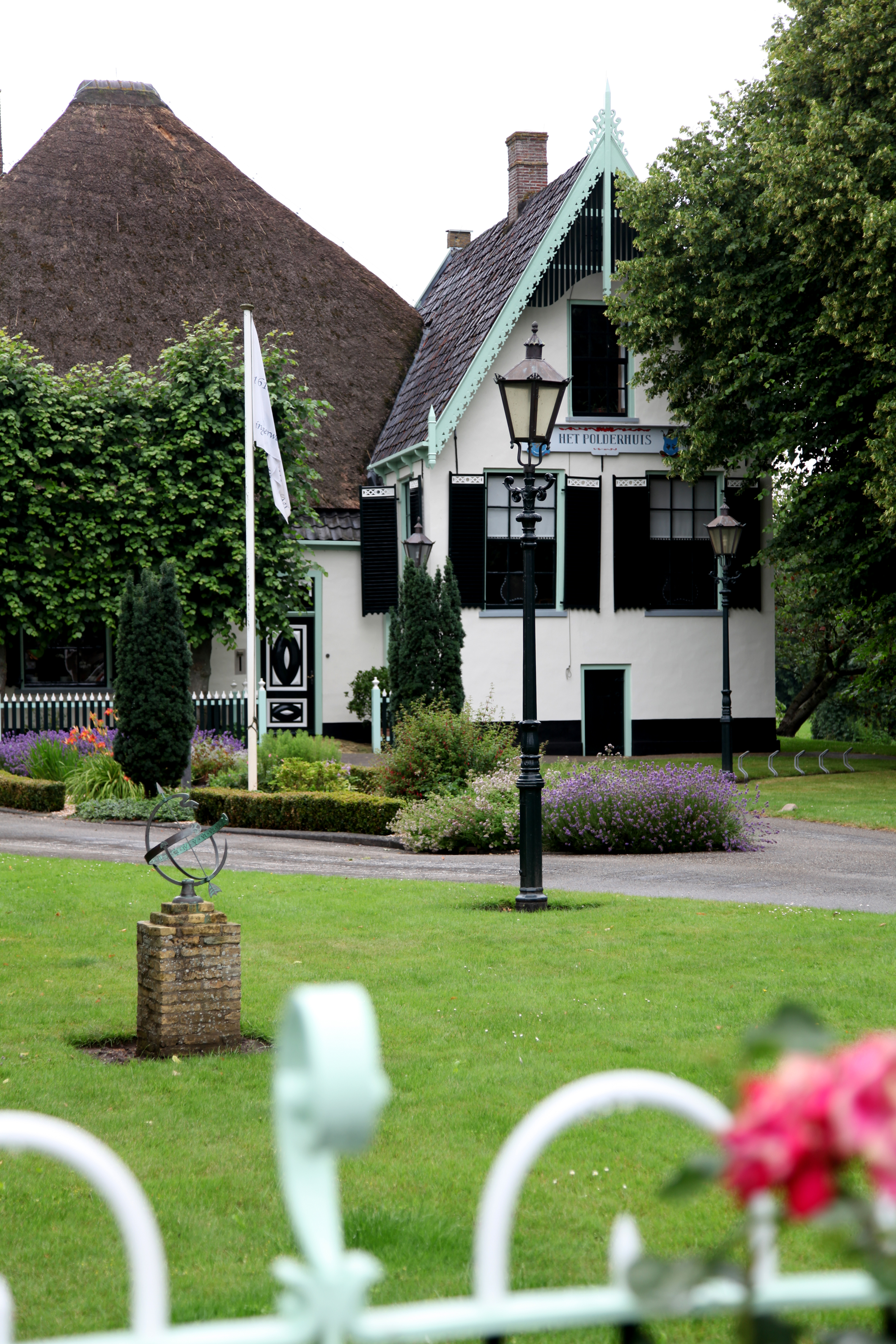
Het Polderhuis

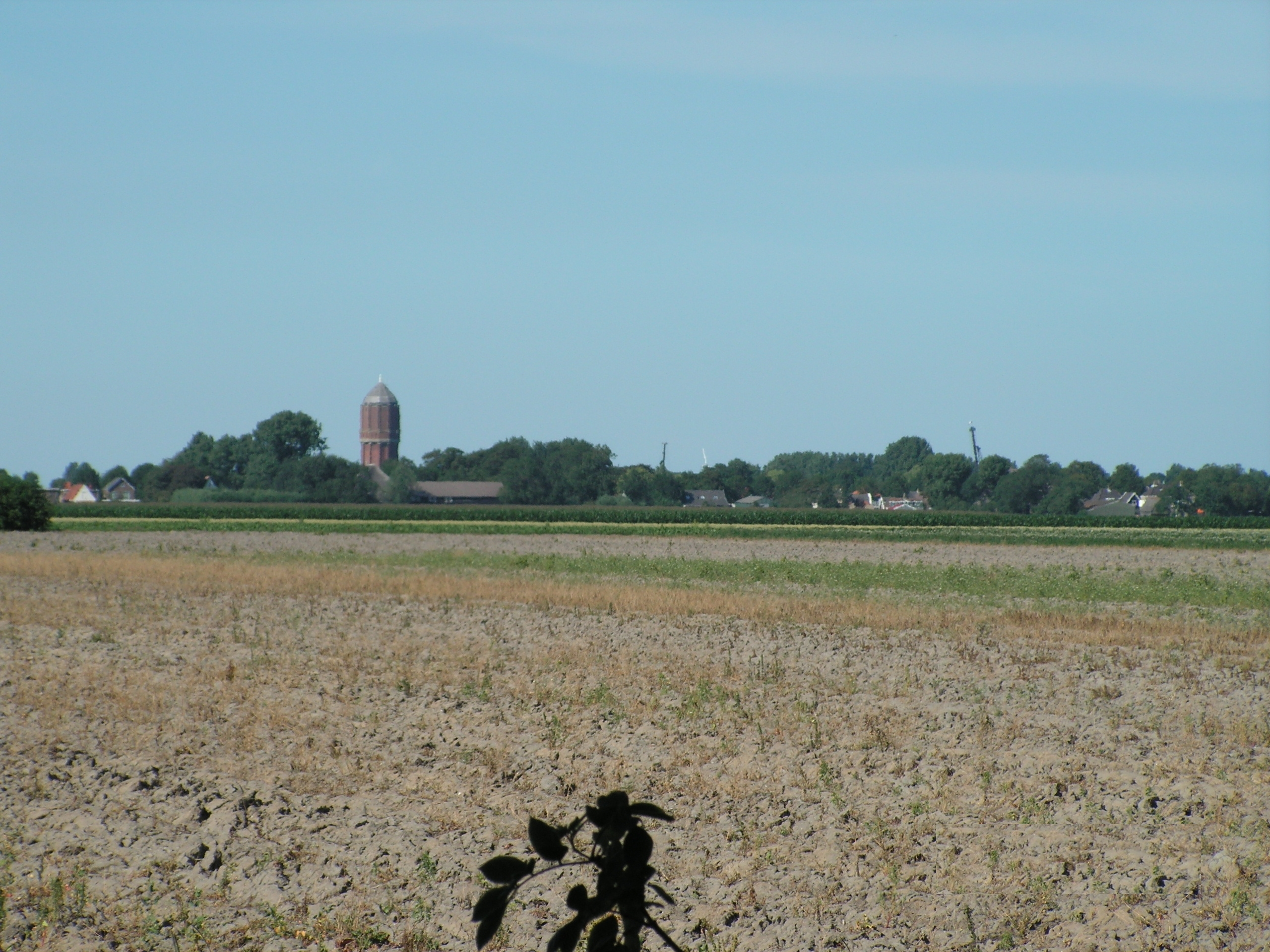
Het dorp Wieringerwaard vanaf de Walingsweg

Het gebied was al ver voor de Allerheiligenvloed van 1170 bewoond. Na de vele stormen die rond de twaalfde eeuw woedden werd het echter onbewoonbaar. Nadat de polder Wieringerwaard was drooggelegd, raakte het weer bewoond. In het noorden ontstond geleidelijk aan een lintdorp dat van de sluis uit 1621 aan de Slikkerdijk tot aan de sloot De Kolk liep. Dit dorp heette tot ongeveer 1960 Tweewegen, waarschijnlijk naar de kruising van de Zijperweg en Molenweg. Pas later is men dit dorp naar de polder gaan noemen. Toen later aan de andere kant van De Kolk bij de Pishoek en het Waardkanaal een nieuwe sluis werd gelegd ontstond ook daar een kern. Deze kreeg de naam Nieuwesluis.
In 1742 werd bovenaan de Noorderdijk een molen gebouwd. De kern die daar ontstond werd De Molens genoemd omdat in de buurt ervan rond dezelfde tijd nog vijf andere molens werden gebouwd die zorgden voor de uitwatering van de polder. Zo legde die plaats tevens vast waar het dorp Wieringerwaard een sterkere groei aan woningen kende dan verder in het lint van het dorp. Met de komst van de kerk in 1812 was dat nog meer een feit en werd de kern De Molens ook geleidelijk meer een onderdeel van het dorp. Uiteindelijk verdween de eigen plaatsnaam. Door de komst van de tramlijn Van Ewijcksluis - Schagen kreeg Wieringerwaard in 1912 een eigen stationsgebouw met station Wieringerwaard. In 1934 verloor deze haar functie, maar het gebouw is tegenwoordig een rijksmonument. In 1949 werd de sluis aan de Slikkerdijk, die ondertussen al paar keer was vernieuwd, afgebroken en was er alweer een reden minder de kern in die richting enorm uit te breiden.

## Bezienswaardigheden
Naast het Witte Kerkje zijn de vele monumentale boerderijen bezienswaardig. Poldermolen De Hoop, die uit 1742 dateert, is in 1972 omgebouwd tot korenmolen. De watertoren van Wieringerwaard valt al van verre op. Verder staat in het hart van de polder Het Polderhuis, dit rijksmonument is in 1612 gebouwd. Sinds die tijd is het tot 1988 altijd een overheidsgebouw geweest. Het heeft dienstgedaan als waterschapshuis, politiebureau en gemeentehuis.
Ieder jaar worden er begin mei in Wieringerwaard de bloemendagen gehouden. Bloemenmozaïeken, door de bewoners gemaakt van hyacinten, zijn dan in het dorp te bezichtigen.

## Afkomstig uit Wieringerwaard
- Klaas Schenk (1906-1993), schaatser en coach
- Gerbrand Bakker (1962), schrijver